# A Little Madness to Be Free
A Little Madness to Be Free è un album dei The Saints, pubblicato nel 1984. Oltre a Chris Bailey in questo album hanno suonato i componenti originali Kym Bradshaw (basso) e Ivor Hay (batteria).

## Tracce
1. Ghost Ships – 3:42
2. Some One To Tell Me – 2:48
3. Down The Drain – 2:28
4. It's Only Time – 3:27
5. Imagination – 3:00
6. Wrapped Up And Blue – 3:35
7. Walk Away – 3:00
8. Photograph – 3:56
9. The Hour – 5:44
10. Angel – 3:34

## Formazione
- Chris Bailey - voce, chitarra
- Kym Bradshaw - basso
- Ivor Hay - batteria